# Ciclism la Jocurile Olimpice de vară din 2008
Probele sportive de ciclism la Jocurile Olimpice de vară din 2008 s-au desfășurat în perioada 9-23 august 2008 la Beijing, China.

## Calendar
| Calendar al probelor de ciclism | Calendar al probelor de ciclism | Calendar al probelor de ciclism | Calendar al probelor de ciclism | Calendar al probelor de ciclism | Calendar al probelor de ciclism | Calendar al probelor de ciclism | Calendar al probelor de ciclism | Calendar al probelor de ciclism | Calendar al probelor de ciclism | Calendar al probelor de ciclism | Calendar al probelor de ciclism | Calendar al probelor de ciclism | Calendar al probelor de ciclism | Calendar al probelor de ciclism | Calendar al probelor de ciclism | Calendar al probelor de ciclism | Calendar al probelor de ciclism | Calendar al probelor de ciclism |
| August 2008                     | August 2008                     | 8                               | 9                               | 10                              | 11                              | 12                              | 13                              | 14                              | 15                              | 16                              | 17                              | 18                              | 19                              | 20                              | 21                              | 22                              | 23                              | 24                              |
| ------------------------------- | ------------------------------- | ------------------------------- | ------------------------------- | ------------------------------- | ------------------------------- | ------------------------------- | ------------------------------- | ------------------------------- | ------------------------------- | ------------------------------- | ------------------------------- | ------------------------------- | ------------------------------- | ------------------------------- | ------------------------------- | ------------------------------- | ------------------------------- | ------------------------------- |
| Șosea                           |                                 |                                 | 1                               | 1                               |                                 |                                 | 2                               |                                 |                                 |                                 |                                 |                                 |                                 |                                 |                                 |                                 |                                 |                                 |
| Pistă                           |                                 |                                 |                                 |                                 |                                 |                                 |                                 |                                 | 1                               | 3                               | 1                               | 2                               | 3                               |                                 |                                 |                                 |                                 |                                 |
| Mountain Bike                   |                                 |                                 |                                 |                                 |                                 |                                 |                                 |                                 |                                 |                                 |                                 |                                 |                                 |                                 |                                 | 1                               | 1                               |                                 |
| BMX                             |                                 |                                 |                                 |                                 |                                 |                                 |                                 |                                 |                                 |                                 |                                 |                                 |                                 |                                 | 2                               |                                 |                                 |                                 |

|  | Zi de competiție |  | Zi de finală | 4 | Număr de finale |

## Rezultate
| Probă                     | Aur                     | Argint                   | Bronz                       |
| Ciclism pe șosea masculin | Samuel Sánchez (Spania) | Davide Rebellin (Italia) | Fabian Cancellara (Elveția) |

## Clasament medalii
| Poz. | Țară    | Aur | Argint | Bronz | Medalii |
| 1    | Spania  | 1   | 0      | 0     | 1       |
| 2    | Italia  | 0   | 1      | 0     | 1       |
| 3    | Elveția | 0   | 0      | 1     | 1       |